# 策勒县
策勒县（维吾尔语：چىرا ناھىيىسى）是中国新疆维吾尔自治区和田地区所辖的一个县。

## 行政区划
策勒县下辖2个镇、6个乡：
策勒镇、固拉合玛镇、策勒乡、达玛沟乡、恰哈乡、乌鲁克萨依乡、奴尔乡和博斯坦乡。

## 人口
1999年，維吾爾族占到策勒縣的98.45%人口。
2020年末，根据第七次人口普查数据显示：全县常住人口为157792人。

## 交通
- 315国道过境。

## 考古遺址
- 達瑪溝佛教遺址[8]